# Hertog Hendriklaan 15 (Baarn)
De villa aan de Hertog Hendriklaan 15 is een gemeentelijk monument in Baarn in de provincie Utrecht. Het huis staat in het Wilhelminapark dat onderdeel is van rijksbeschermd dorpsgezicht Prins Hendrikpark e.o.

## Oorsprong
De villa is tussen 1905 en 1910 gebouwd. De naam van de villa is onbekend. Kenmerkend voor deze villa is dat zij symmetrisch is opgezet. De linkerkant van de gevel is namelijk identiek aan de rechterkant van de gevel. In tegenstelling tot wat gebruikelijk zou zijn, heeft deze villa geen dubbele oprijlaan.